# 王恭 (唐朝)
王恭（?—?），滑州白马县（今河南省滑县）人。唐朝儒学学者。
王恭年少笃学，博通《六经》。在乡闾教授经书，弟子从远方而来多达数百人。唐太宗贞观初年，征拜太学博士。他讲的《三礼》，全都新立义证，极为精博。盖文懿、盖文达等都是当时大儒，很少推崇他人，每讲《三礼》，遍举先儒之义，而必认同王恭所说。